# Liste des pyramides en France
Liste des pyramides françaises par localisation.
| Hauts- · de-France Normandie Île-de- · France Grand Est Bourgogne- · Franche- · Comté Centre- · Val de Loire Pays · de la Loire Bretagne Nouvelle- · Aquitaine Auvergne- · Rhône-Alpes Occitanie Provence- · Alpes- · Côte d'Azur Corse Guyane Guadeloupe Martinique Mayotte Réunion |

## Auvergne-Rhône-Alpes

### Isère
- Pyramide de Vienne

### Puy-de-Dôme
- Fontaine de la Pyramide

### RhôneetMétropole de Lyon
- La Tour Part-Dieu à Lyon est surmontée d'une pyramide de 23 m de haut.

## Bourgogne-Franche-Comté

### Côte-d'Or
- Dijon, sur le parvis de la gare, une pyramide de métal.

### Saône-et-Loire
- Pyramide de Couhard près d'Autun.

## Centre-Val-de-Loire

### Indre-et-Loire
- Pyramides de la forêt de Loches, groupe de quatre repères de chasse alignées sur une route forestière.

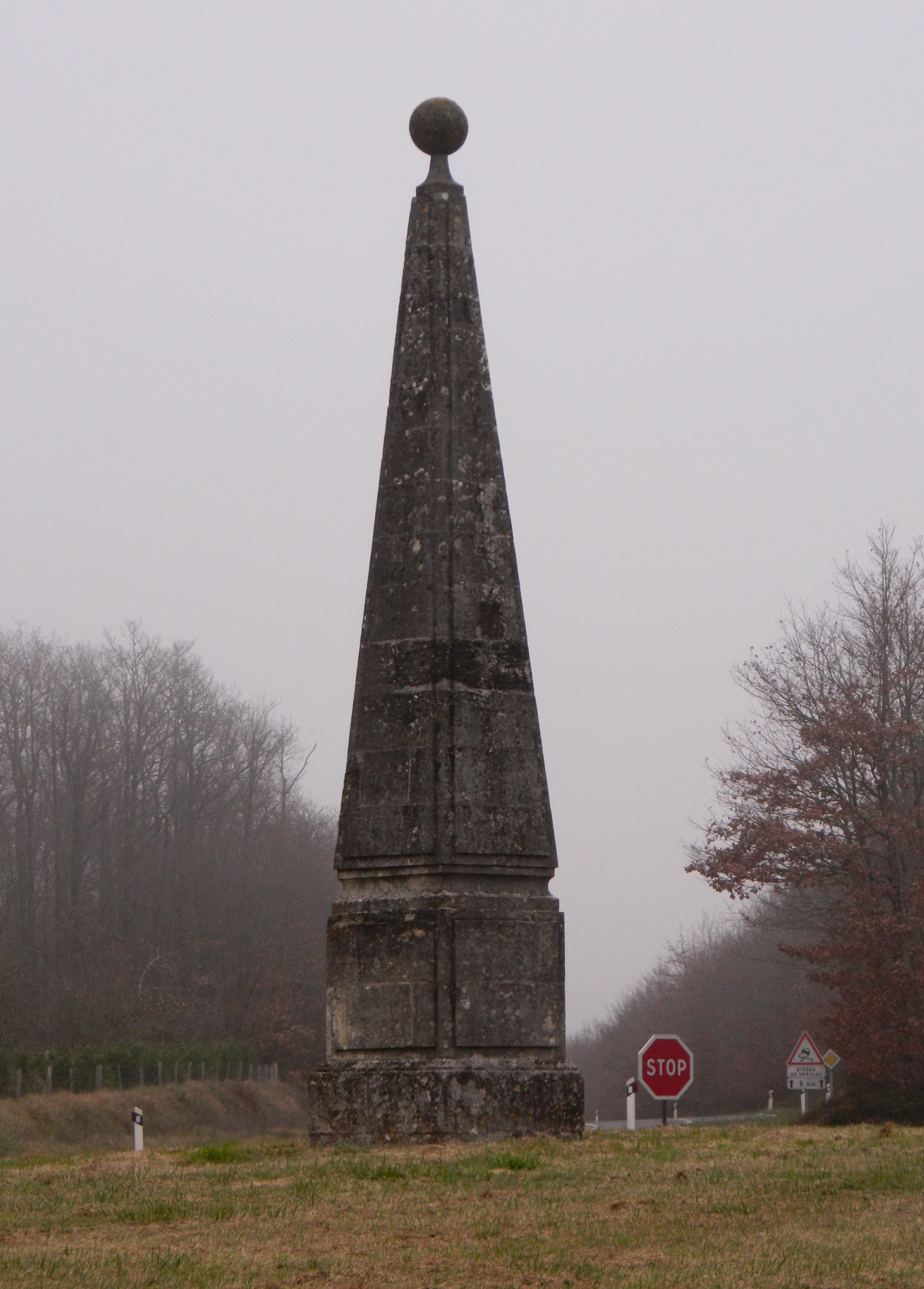
La pyramide des Chartreux (forêt de Loches).

### Loir-et-Cher
- Pyramide Espace François 1er, à Romorantin-Lanthenay.

## Hauts-de-France

### Nord
- Aniche - Pyramide aux verriers

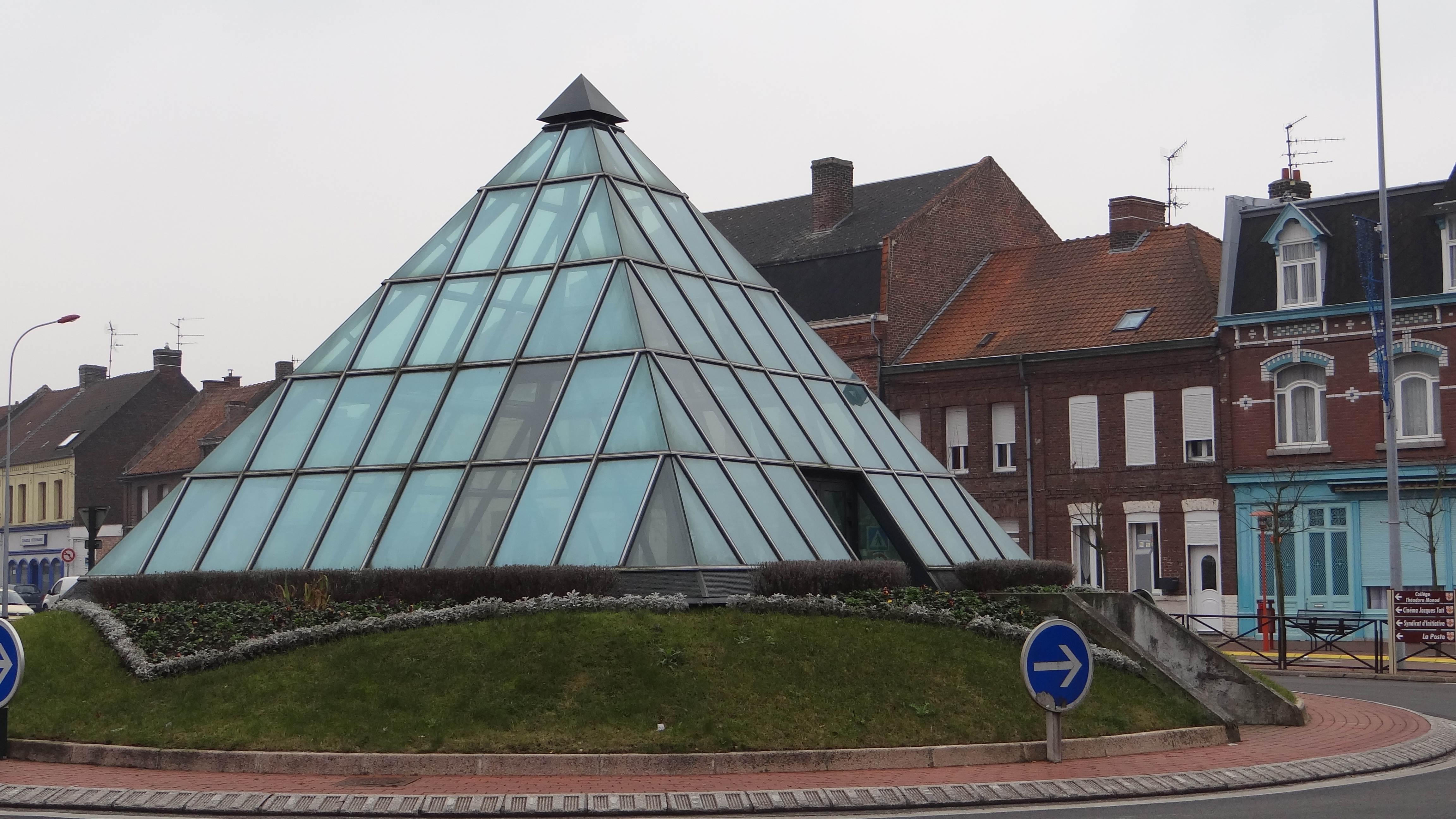
La pyramide aux verriers d'Aniche.

- Avelin - Pyramide des Établissements Doublet.
- Pyramide de Fontenoy, obélisque construit en 1751 à Cysoing.

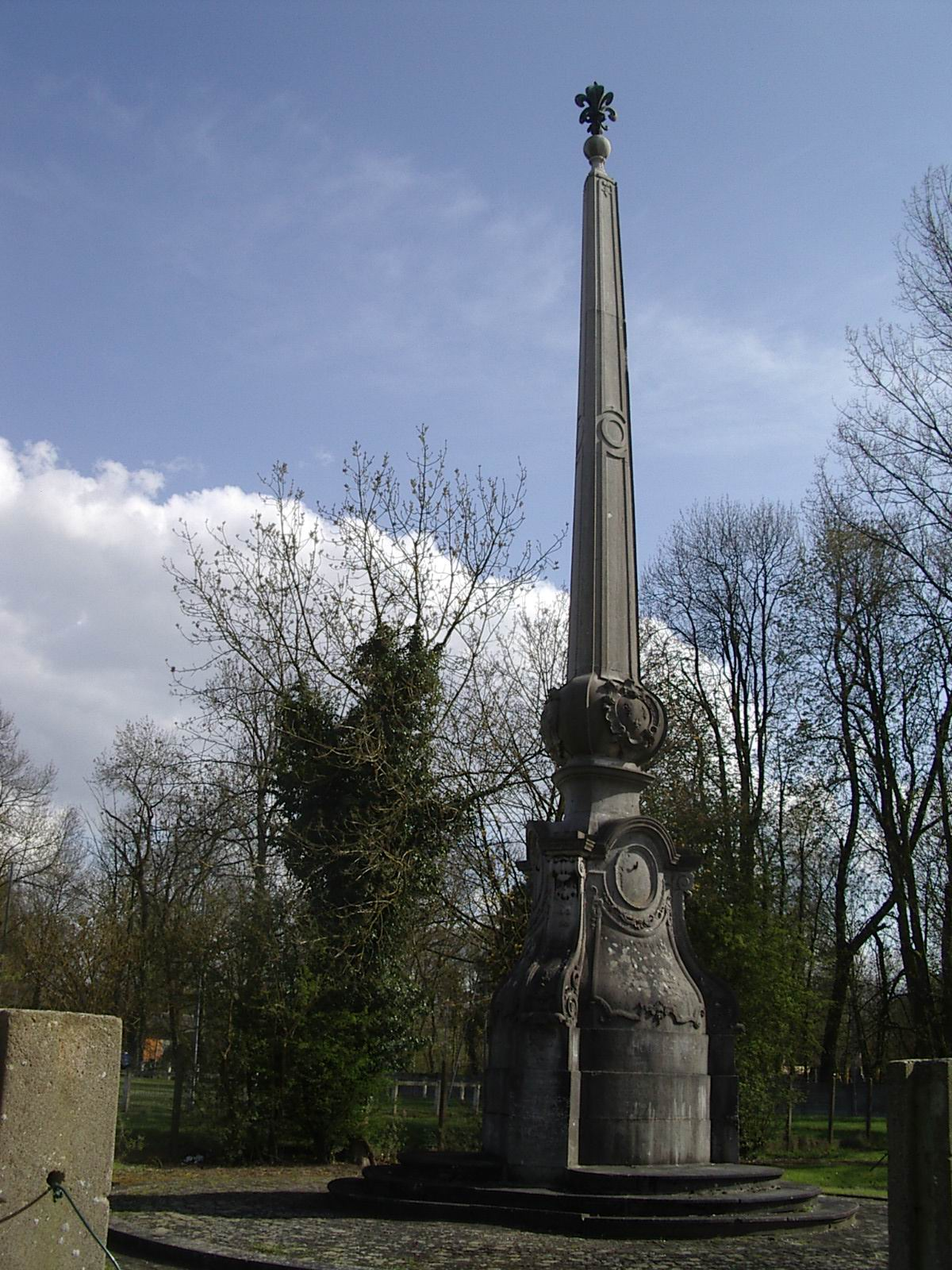
L Pyramide de Fontenoy

- Pyramide, monument commémoratif élevé en 1781 à Haulchin.

### Pas-de-Calais

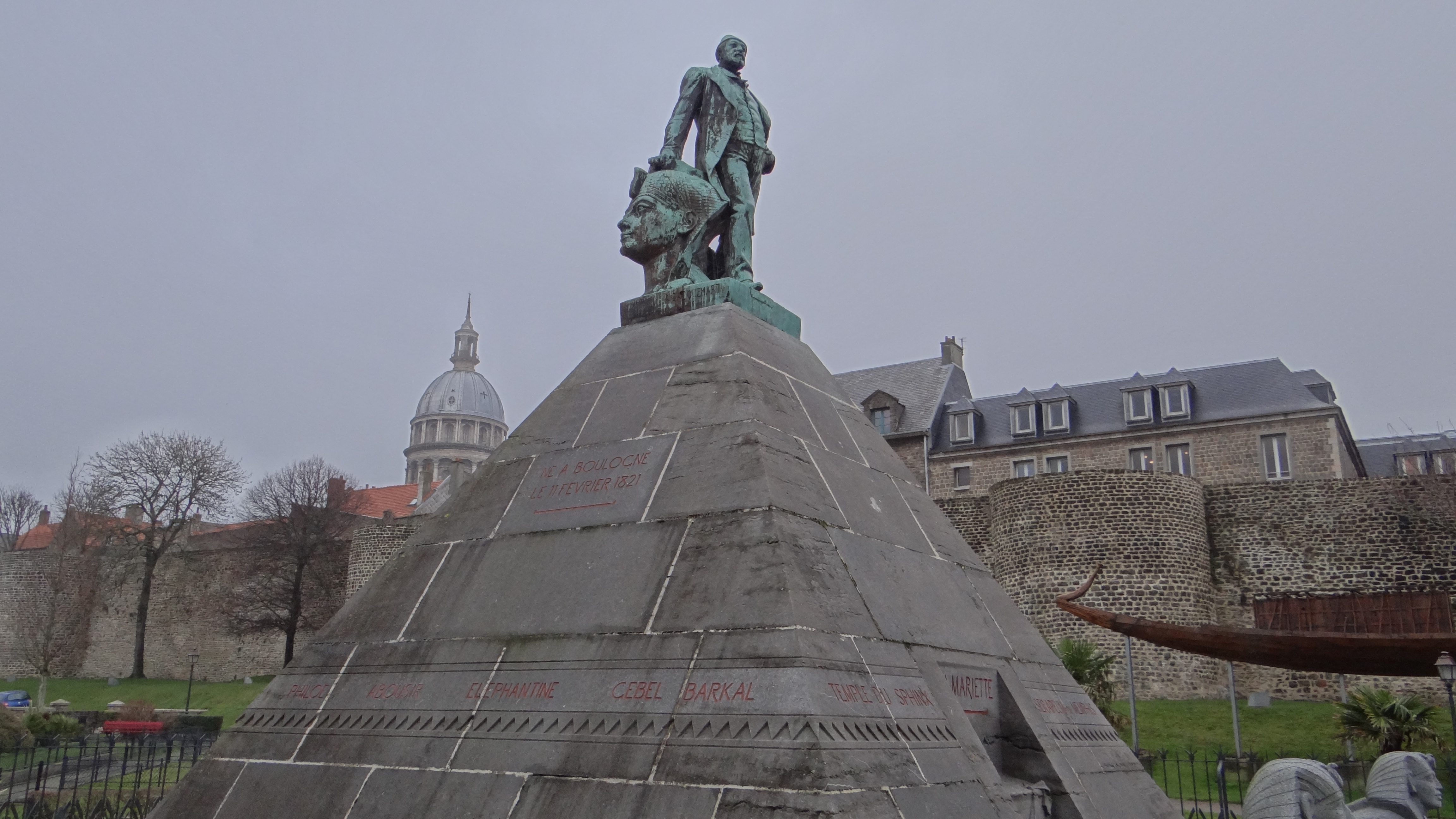
La pyramide de François Auguste Ferdinand Mariette.

- Boulogne-sur-Mer - la pyramide

## Île-de-France

### Seine-et-Marne
• La Pyramide de Mauperthuis à Mauperthuis

### Essonne
- À Paray-Vieille-Poste le Pyramide du maréchal de Vaux

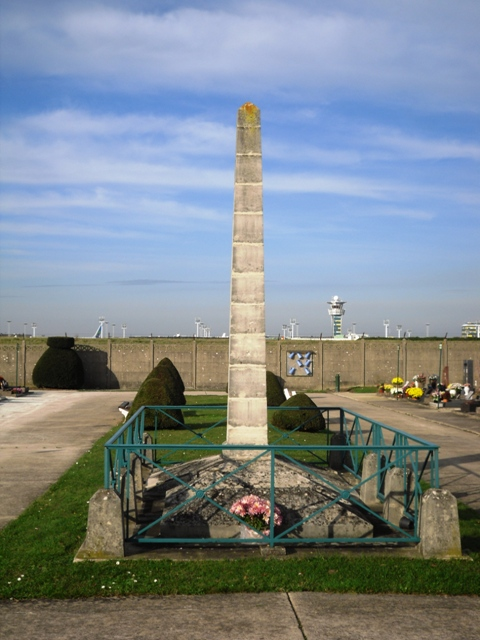
La pyramide en Hommage à Noël de Jourda.

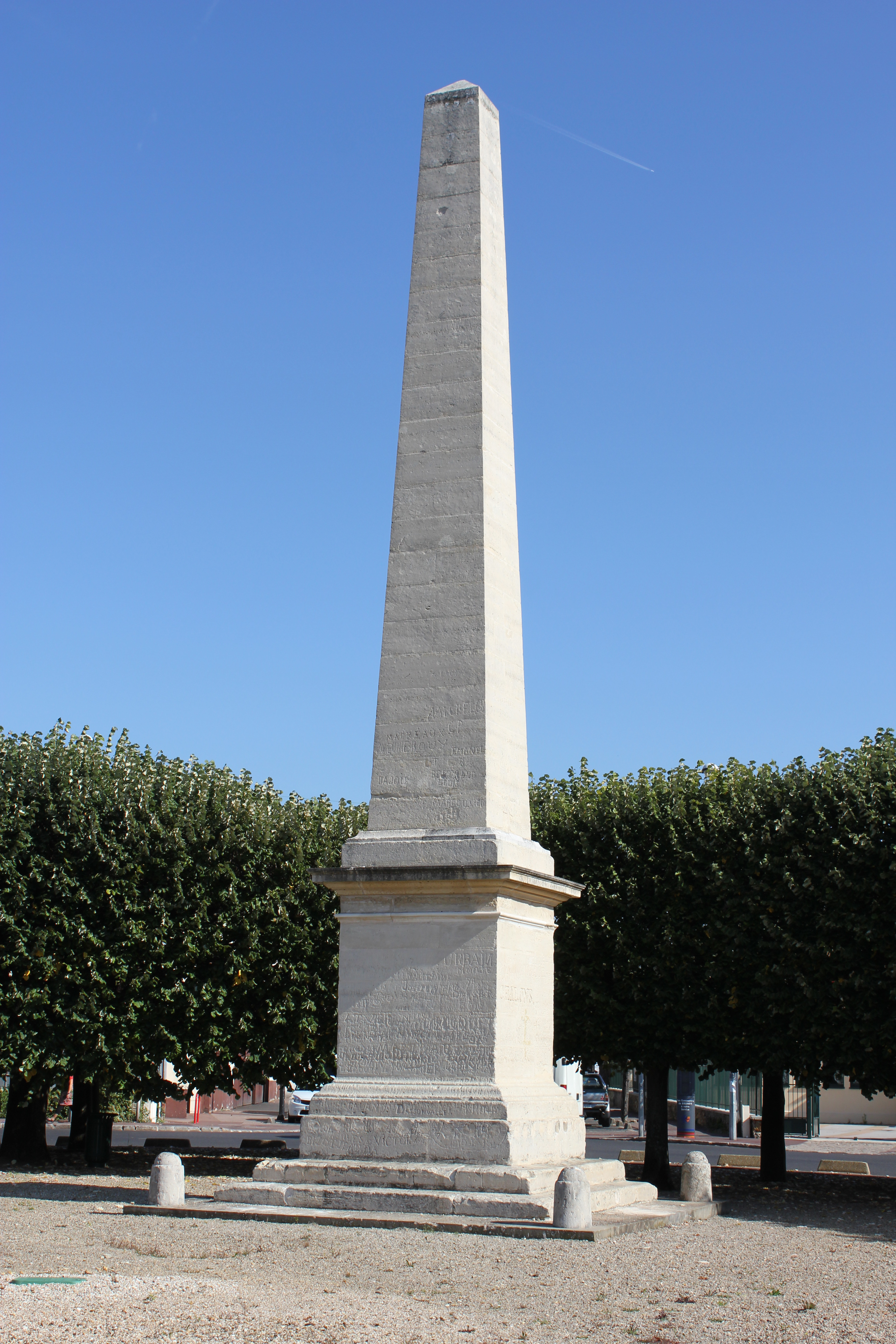
l'Obélisque de Brunoy.

- À Brunoy

### Paris
- Pyramide du Louvre

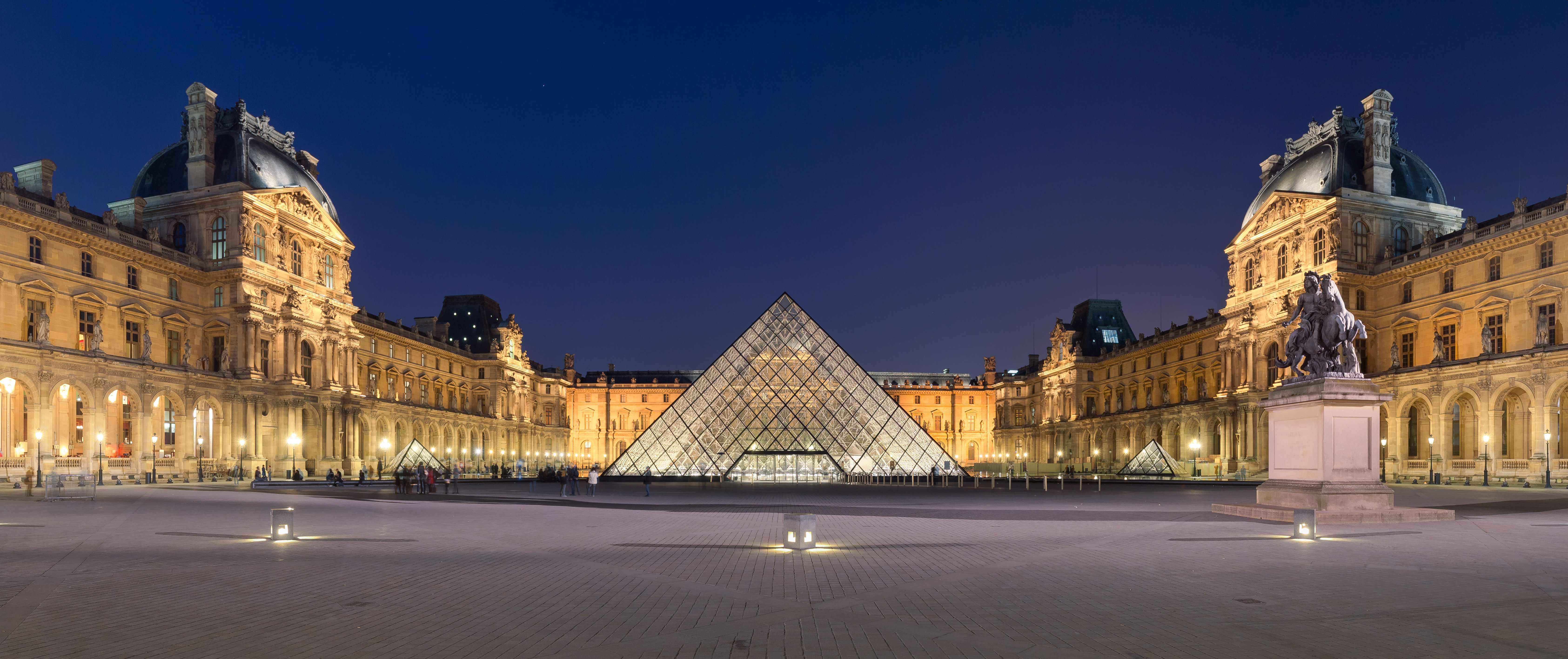

- La pyramide du parc Monceau, commandée à titre décoratif par Louis Philippe d'Orléans, en même temps que divers monuments issus des siècles passés (sarcophage, colonnes grecques, naumachie, ...)

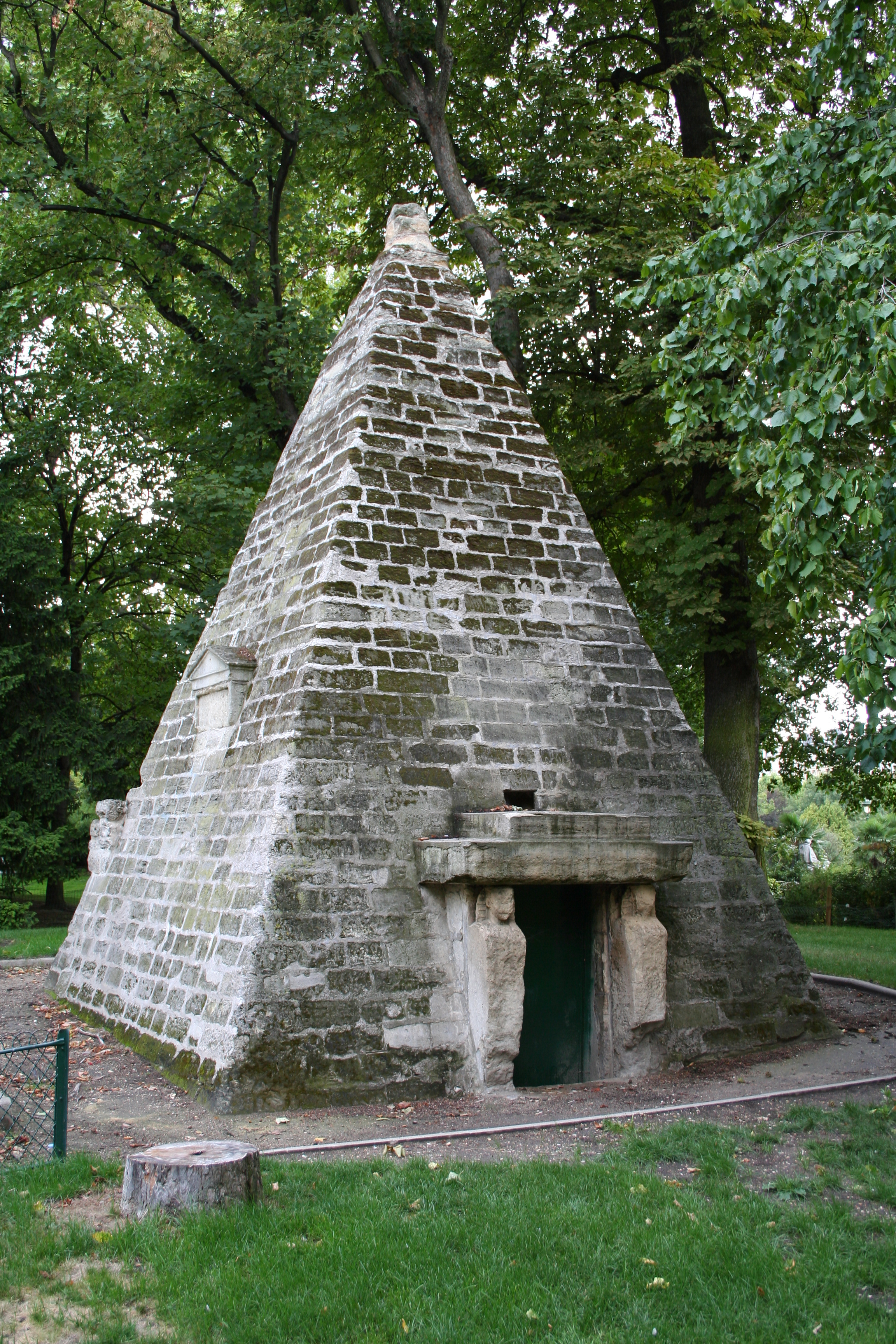

- Route de la Pyramide au Bois de Vincennes

### Yvelines
- Pyramide du Désert de Retz à Chambourcy, édifiée entre 1774 et 1789, et qui servait à la fois de monument décoratif et de glacière.
- Les Pyramides à Le Port-Marly, complexe sportif situé entre la N13 et la Seine, composé entre autres de 5 pyramides modernes.

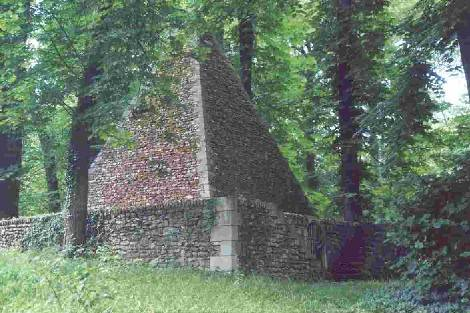

## Nouvelle-Aquitaine

### Charente
- Pyramide sur le pont de Saint-Sulpice à Saint-Sulpice-de-Cognac

## Occitanie

### Aude
- Pyramide de Puichéric

### Gard
- Pyramide de Saint-Christol-les-Alès : monument, érigé en 1777 à l'initiative Monseigneur de Beauteville, évêque d'Alès. Cet obélisque de pierre commémore la modification des voies abruptes reliant Montpellier (voir RN 110 actuelle), Alès et Anduze en chemins carrossables. Il aurait remplacé une borne indicatrice gallo-romaine.
- Le monument départemental aux martyrs de la Résistance inauguré en 1954, dû au sculpteur Jean-Charles Lallement, avenue Jean-Jaurès à Nîmes.

## Pays de la Loire

### Maine-et-Loire
- Pyramide du Lac de Maine à Angers

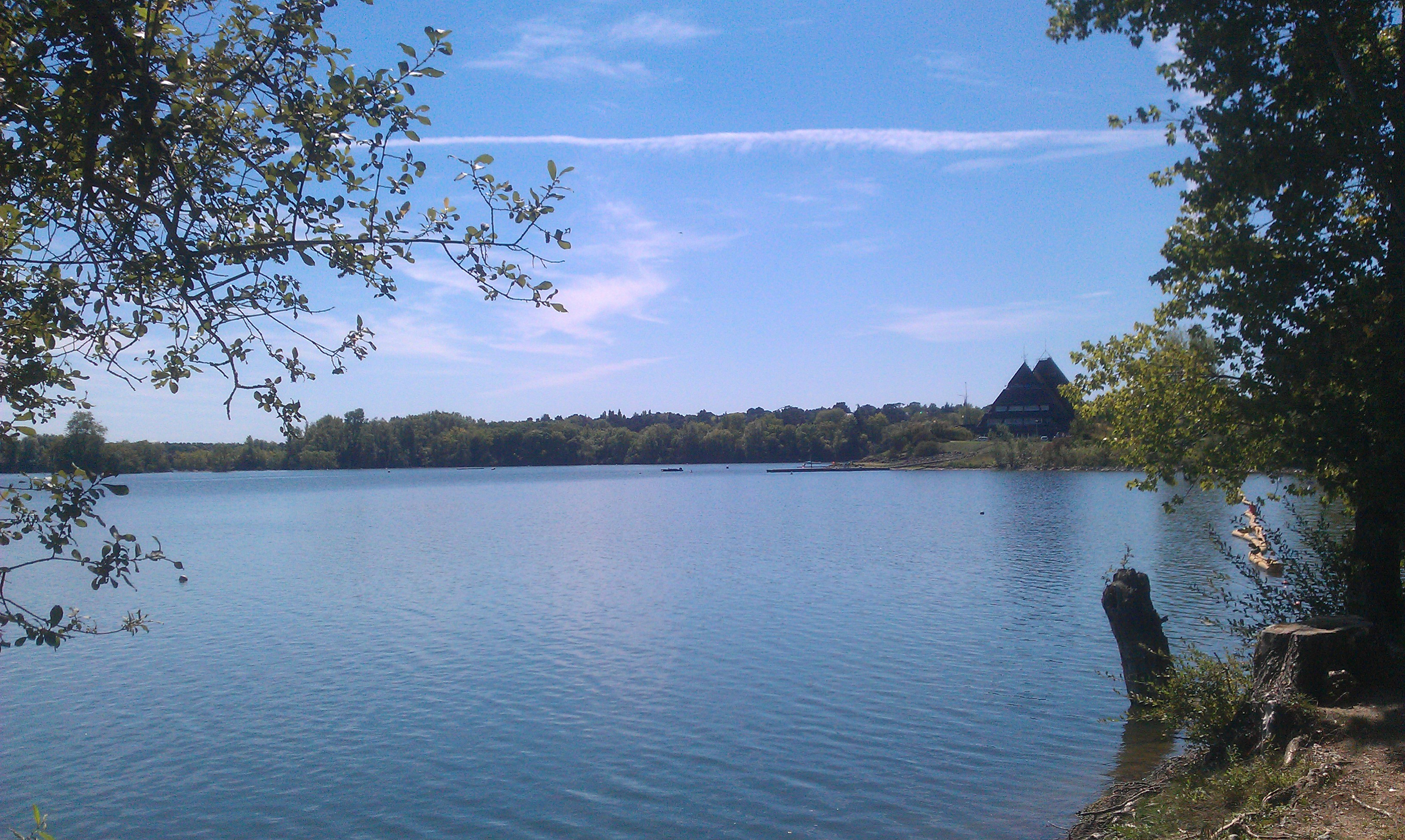
Pyramide du Lac de Maine à Angers.

- Pyramide à Trélazé : Monument édifié en 1743 en souvenir de l’achèvement des travaux de la levée de la Loire[1].

## Provence-Alpes-Côte d'Azur

### Alpes-Maritimes
- Pyramide de Falicon à Falicon

### Var
- La pyramide de Tourves, que le Comte de Valbelle fit construire dans le parc de son château vers 1770.

### Vaucluse
- La pyramide, mémorial à la Révolution française à Bédoin